# 1996 na televisão
Esta é uma lista de eventos que afetaram a televisão durante o ano de 1996. Os eventos listados incluem estreias, finais, e cancelamentos de programas de televisão, finais, aberturas, fechamentos, e reformulações de emissoras, bem como informações sobre controvérsias e disputas.

## Eventos

### Brasil
| Data         | Evento |
| ------------ | --- |
| 1 de janeiro | A Rede Globo estreia nova identidade visual. |
| 3 de março   | O programa Domingo Legal, do SBT, bate recorde de audiência ao cobrir o acidente de avião que matou os integrantes do grupo Mamonas Assassinas. A cobertura registrou uma média de 47 pontos, desbancando a Rede Globo. |
| 30 de março  | Na Rede Globo, Cid Moreira e Sérgio Chapelin deixam a bancada do Jornal Nacional. |
| 30 de março  | Na Rede Globo, Luiz Carlos Braga deixa o Bom Dia Brasil. |
| 31 de março  | Na Rede Globo, o Fantástico muda seu cenário e ganha novos apresentadores: Pedro Bial e Helena Ranaldi. |
| 1 de abril   | Na Rede Globo, William Bonner e Lilian Witte Fibe substituem Cid Moreira e Sérgio Chapelin no Jornal Nacional que ganha novo cenário.                                                                                   |
| 1 de abril   | Na Rede Globo, o Bom Dia Brasil passa a ser apresentado por Renato Machado e Leilane Neubarth e também ganha novo cenário.                                                                                              |
| 1 de abril   | Na Rede Globo, o Praça TV ganha novos gráficos. |
| 1 de abril   | Na Rede Globo, Fátima Bernardes estreia no lugar de Cristina Ranzolin no Jornal Hoje. |
| 1 de abril   | Na Rede Globo, o Jornal Hoje ganha novo cenário. |
| 1 de abril   | Na Rede Globo, o Jornal da Globo ganha novo cenário. |
| 1 de abril   | No SBT, o Cinema em Casa muda de vinheta de abertura e grafismos. |
| 5 de abril   | Na Rede Globo, Sérgio Chapelin reestreia no lugar de Celso Freitas no Globo Repórter e o programa ganha novo cenário.                                                                                                   |
| 6 de abril   | Na Rede Globo, o Esporte Espetacular muda sua vinheta de abertura, cenário e gráficos. |
| 7 de abril   | Na Rede Globo, o Domingão do Faustão muda sua vinheta de abertura e gráficos. |
| 13 de abril  | Na Rede Globo, o Globo Ciência muda sua vinheta de abertura e gráficos. |
| 13 de maio   | No SBT, Celso Portiolli estreia como apresentador, substituindo Angélica no comando do Passa ou Repassa, do SBT. |
| 20 de maio   | Eliana assume a apresentação de TV Animal, no SBT. |
| 11 de junho  | Rede Globo, Rede Record, Rede Manchete, Rede Bandeirantes e SBT, dão grande cobertura da explosão do Osasco Plaza Shopping, em Osasco na Grande São Paulo.                                                              |
| 19 de julho  | As principais redes de televisão transmitem a cerimônia de abertura das Olimpíadas de Atlanta, para todo o Brasil. |
| 4 de agosto  | As principais redes de televisão terminam de transmitir a cerimônia de abertura das Olimpíadas de Atlanta, para todo o Brasil.                                                                                          |
| 19 de agosto | SBT completa 15 anos de existência, modifica seu logotipo, e inaugura o seu Centro de Televisão da Anhangüera. |

### Estados Unidos
| Data           | Evento |
| -------------- | --- |
| 28 de janeiro  | Chris Isaak e Brooke Shields participam de Friends, na NBC.                                                                      |
| 16 de maio     | Mais de 12 milhões de americanos assistem ao episódio final de Murder, She Wrote, na CBS.                                        |
| 3 de junho     | A Zenith apresenta a primeira TV de projeção frontal compatível com HDTV, nos EUA.                                               |
| 17 de setembro | O julgamento civil de O. J. Simpson começa.                                                                                      |
| 10 de outubro  | A Turner Broadcasting System funde-se com a Time Warner.                                                                         |
| 23 de novembro | O último especial de televisão de Bob Hope, Bob Hope... Laughing with the Presidents, vai ao ar na NBC.                          |
| 1 de dezembro  | O especial 25 Days of Christmas começa no The Family Channel, vindo a tornar-se um dos especiais de Natal mais longevos.         |
| 15 de dezembro | Cinco anos após o final da série, uma versão cinematográfica de Dallas, intitulada Dallas: J.R. Returns, é transmitida pela CBS. |

### Reino Unido
| Data            | Evento |
| --------------- | --- |
| 15 de janeiro   | Zoe Ball começa a apresentar o The Big Breakfast, no Channel 4. |
| 19 de fevereiro | No BRIT Awards de 1996, transmitido pela ITV, o vocalista do Pulp, Jarvis Cocker, invade o palco durante a apresentação de "Earth Song", de Michael Jackson. Jackson, cercado por crianças, estava vestido como uma figura semelhante a Cristo, uma imagem que Cocker achou questionável. |
| 26 de março     | A Cadbury torna-se a primeira empresa a patrocinar a Coronation Street, da ITV, após assinar um contrato com a Granada Studios. O patrocínio viria a começar em setembro. |
| 15 de abril     | ITV exibe o episódio de número 4.000 de Coronation Street. |
| 27 de abril     | Granada confirma que O. J. Simpson foi agendado para aparecer na primeira edição da nova série de Richard Madeley e Judy Finnigan, Tonight with Richard and Judy, programada para ir ao ar em 13 de maio.                                                                                 |

### Mundo
| Data       | Evento                                                                   |
| ---------- | ------------------------------------------------------------------------ |
| 1 de março | Mais de 1 bilhão de lares em todo o mundo possuem aparelho de televisão. |

## Programas

### Brasil

#### Estreias
| Data            | Programa                                | Emissora          |
| --------------- | --------------------------------------- | ----------------- |
| 8 de janeiro    | Cidade Alerta                           | TV Record         |
| 13 de janeiro   | Friends                                 | Rede Manchete     |
| 26 de fevereiro | Carrossel das Américas                  | SBT               |
| 4 de março      | Malhação de Verão                       | Rede Globo        |
| 4 de março      | Quem É Você?                            | Rede Globo        |
| 4 de março      | Irmã Catarina                           | CNT               |
| 25 de março     | O Campeão                               | Rede Bandeirantes |
| 29 de março     | Programa Raul Gil                       | Rede Manchete     |
| 31 de março     | Sai de Baixo                            | Rede Globo        |
| 31 de março     | A Vida como Ela É...                    | Rede Globo        |
| 31 de março     | Ponto a Ponto                           | Rede Globo        |
| 1 de abril      | Cocoricó                                | TV Cultura        |
| 1 de abril      | Intercine                               | Rede Globo        |
| 1 de abril      | Vira Lata                               | Rede Globo        |
| 1 de abril      | A Última Semana                         | CNT               |
| 6 de abril      | Chico Total                             | Rede Globo        |
| 8 de abril      | 2.ª temporada de Malhação               | Rede Globo        |
| 8 de abril      | Ele Vive                                | CNT               |
| 15 de abril     | Antônio dos Milagres                    | CNT               |
| 19 de abril     | Na Rota do Crime                        | Rede Manchete     |
| 23 de abril     | Não Fuja da Raia                        | Rede Globo        |
| 27 de abril     | Mara Maravilha Show                     | Rede Record       |
| 27 de abril     | Quem Sabe… Sábado!                      | Rede Record       |
| 29 de abril     | Barraco MTV                             | MTV Brasil        |
| 6 de maio       | O Fim do Mundo                          | Rede Globo        |
| 6 de maio       | Antônio Alves, Taxista                  | SBT               |
| 6 de maio       | Colégio Brasil                          | SBT               |
| 6 de maio       | Razão de Viver                          | SBT               |
| 14 de maio      | Marília Gabriela Entrevista             | GNT               |
| 17 de junho     | O Rei do Gado                           | Rede Globo        |
| 24 de junho     | Manchete Verdade                        | Rede Manchete     |
| 29 de junho     | Xuxa Park - Especial 10 Anos            | Rede Globo        |
| 1 de julho      | 190 Urgente                             | CNT               |
| 4 de julho      | Xuxa Especial - 10 Anos                 | Rede Globo        |
| 12 de agosto    | Maria Mercedes                          | SBT               |
| 9 de setembro   | Anjo de Mim                             | Rede Globo        |
| 16 de setembro  | Caça Talentos                           | Rede Globo        |
| 16 de setembro  | Angel Mix                               | Rede Globo        |
| 17 de setembro  | Xica da Silva                           | Rede Manchete     |
| 30 de setembro  | Salsa e Merengue                        | Rede Globo        |
| 8 de outubro    | Xuxa Especial - O Direito de Ser Feliz  | Rede Globo        |
| 8 de outubro    | First Class                             | SBT               |
| 11 de outubro   | Brava Gente                             | SBT               |
| 15 de outubro   | Em Cima da Hora                         | GloboNews         |
| 15 de outubro   | Jornal das Dez                          | GloboNews         |
| 19 de outubro   | Via Brasil                              | GloboNews         |
| 21 de outubro   | Jornal São Paulo                        | Rede 21           |
| 28 de outubro   | Perdidos de Amor                        | Rede Bandeirantes |
| 28 de outubro   | Programa H                              | Rede Bandeirantes |
| 21 de novembro  | Marimar                                 | SBT               |
| 9 de dezembro   | Dona Anja                               | SBT               |
| 24 de dezembro  | Xuxa Especial de Natal - Natal Sem Noel | Rede Globo        |
| 25 de dezembro  | Amigos                                  | Rede Globo        |
| 25 de dezembro  | A Vinda do Messias                      | CNT               |
| 26 de dezembro  | Visita de Natal                         | Rede Globo        |
| 27 de dezembro  | Retrospectiva 96                        | Rede Globo        |
| 28 de dezembro  | Angélica Especial                       | Rede Globo        |

#### Reestreias
| Data           | Programa                  | Emissora          |
| -------------- | ------------------------- | ----------------- |
| 4 de março     | Despedida de Solteiro     | Rede Globo        |
| 1 de junho     | Confissões de Adolescente | Rede Bandeirantes |
| 12 de agosto   | Meu Bem, Meu Mal          | Rede Globo        |
| 25 de novembro | Mulheres de Areia         | Rede Globo        |

#### Encerramentos
| Data           | Programa                  | Emissora          |
| -------------- | ------------------------- | ----------------- |
| 19 de janeiro  | A Idade da Loba           | Rede Bandeirantes |
| 1 de março     | Renascer                  | Rede Globo        |
| 1 de março     | História de Amor          | Rede Globo        |
| 29 de março    | Tarde Criança com Mariane | Rede Record       |
| 30 de março    | Cara e Coroa              | Rede Globo        |
| 30 de março    | Irmã Catarina             | CNT               |
| 5 de abril     | Malhação de Verão         | Rede Globo        |
| 6 de abril     | A Última Semana           | CNT               |
| 13 de abril    | Ele Vive                  | CNT               |
| 26 de abril    | Casa da Angélica          | SBT               |
| 4 de maio      | Sangue do Meu Sangue      | SBT               |
| 4 de maio      | Explode Coração           | Rede Globo        |
| 15 de junho    | O Fim do Mundo            | Rede Globo        |
| 28 de junho    | Carrossel das Américas    | SBT               |
| 28 de junho    | Antônio dos Milagres      | CNT               |
| 19 de julho    | TV Animal                 | SBT               |
| 4 de agosto    | Ponto a Ponto             | Rede Globo        |
| 9 de agosto    | Despedida de Solteiro     | Rede Globo        |
| 10 de agosto   | Antônio Alves, Taxista    | SBT               |
| 7 de setembro  | Quem É Você?              | Rede Globo        |
| 10 de setembro | Tocaia Grande             | Rede Manchete     |
| 20 de setembro | Colégio Brasil            | SBT               |
| 25 de setembro | A Escolinha do Golias     | SBT               |
| 28 de setembro | Vira Lata                 | Rede Globo        |
| 30 de setembro | A Vinda do Messias        | CNT               |
| 1 de outubro   | Não Fuja da Raia          | Rede Globo        |
| 4 de novembro  | O Campeão                 | Rede Bandeirantes |
| 20 de novembro | Maria Mercedes            | SBT               |
| 22 de novembro | Meu Bem, Meu Mal          | Rede Globo        |
| 30 de novembro | Confissões de Adolescente | Rede Bandeirantes |
| 6 de dezembro  | Razão de Viver            | SBT               |
| 14 de dezembro | Chico Total               | Rede Globo        |
| 28 de dezembro | Novo Show de Calouros     | SBT               |
| 29 de dezembro | A Vida como Ela É...      | Rede Globo        |
| 31 de dezembro | Réveillon do Faustão      | Rede Globo        |

### Estados Unidos

#### Estreias
| Data            | Programa                      | Emissora        |
| --------------- | ----------------------------- | --------------- |
| 9 de janeiro    | 3rd Rock from the Sun         | NBC             |
| 23 de janeiro   | Moesha                        | UPN             |
| 20 de fevereiro | VH1 Storytellers              | VH1             |
| 29 de março     | E! True Hollywood Story       | E!              |
| 20 de abril     | Power Rangers: Zeo            | Fox Kids        |
| 28 de abril     | Dexter's Laboratory           | Cartoon Network |
| 10 de junho     | The Rosie O'Donnell Show      | NBC             |
| 22 de julho     | The Daily Show                | Comedy Central  |
| 26 de agosto    | 7th Heaven                    | The WB          |
| 6 de setembro   | Superman: The Animated Series | Kids' WB        |
| 8 de setembro   | The Incredible Hulk           | UPN Kids        |
| 9 de setembro   | Access Hollywood              | NBC             |
| 27 de setembro  | Sabrina, the Teenage Witch    | ABC             |
| 12 de outubro   | The RuPaul Show               | VH1             |
| 17 de novembro  | Titanic                       | CBS             |

#### Reestreias
| Data          | Programa             | Emissora        |
| ------------- | -------------------- | --------------- |
| 7 de setembro | Doug                 | ABC             |
| 9 de outubro  | What a Cartoon! Show | Cartoon Network |

#### Encerramentos
| Data           | Programa                          | Emissora    |
| -------------- | --------------------------------- | ----------- |
| 14 de janeiro  | Nickelodeon Guts                  | Nickelodeon |
| 7 de março     | The Mickey Mouse Club             | ABC         |
| 11 de maio     | Captain Planet and the Planeteers | TBS         |
| 20 de maio     | The Fresh Prince of Bel-Air       | NBC         |
| 19 de novembro | Titanic                           | CBS         |
| 27 de novembro | Power Rangers: Zeo                | Fox Kids    |

### Reino Unido

#### Estreias
| Data           | Programa   | Emissora  |
| -------------- | ---------- | --------- |
| 9 de fevereiro | TFI Friday | Channel 4 |

#### Reestreias
| Data       | Programa   | Emissora |
| ---------- | ---------- | -------- |
| 27 de maio | Doctor Who | BBC One  |

#### Encerramentos
| Data          | Programa            | Emissora |
| ------------- | ------------------- | -------- |
| 7 de novembro | Absolutely Fabulous | BBC One  |

### Portugal

#### Estreias
| Data         | Programa      | Emissora |
| ------------ | ------------- | -------- |
| 8 de janeiro | Roseira Brava | RTP1     |
| 27 de maio   | Primeiro Amor | RTP1     |

#### Encerramentos
| Data         | Programa      | Emissora |
| ------------ | ------------- | -------- |
| 8 de junho   | Roseira Brava | RTP1     |
| 1 de outubro | Primeiro Amor | RTP1     |

## Emissoras

### Fundações
| Data            | Emissora                      |
| --------------- | ----------------------------- |
| 4 de fevereiro  | Sony Entertainment Television |
| 4 de fevereiro  | The Warner Channel            |
| 5 de fevereiro  | TV Senado                     |
| 1.º de março    | TV Goiânia                    |
| 1.º de abril    | Discovery Kids                |
| 14 de abril     | TV Liberal Parauapebas        |
| 15 de abril     | TV5                           |
| 10 de maio      | USA Network Brasil            |
| 1.º de junho    | Bravo Brasil                  |
| 1.º de julho    | TV Tarobá Londrina            |
| 15 de outubro   | Globo News                    |
| 21 de outubro   | Canal 21                      |
| 1.º de novembro | TV ADSAT                      |
| 11 de novembro  | Canal Rural                   |
| 10 de dezembro  | SmarTV Hot                    |
| 20 de dezembro  | Nickelodeon                   |

## Nascimentos
| Data            | Nome                   | Profissão                  | Nacionalidade                        | Observações | Ref   |
| --------------- | ---------------------- | -------------------------- | ------------------------------------ | ----------- | ----- |
| 3 de janeiro    | Florence Pugh          | atriz                      | Reino Unido                          |             |       |
| 6 de janeiro    | Bella Piero            | atriz                      | Brasil                               |             |       |
| 4 de janeiro    | Emma Mackey            | atriz                      | Reino Unido · França (nasc.)         |             |       |
| 13 de janeiro   | Vitor Novello          | ator                       | Brasil                               |             |       |
| 24 de janeiro   | Caio Horowicz          | ator                       | Brasil                               |             |       |
| 26 de janeiro   | María Pedraza          | atriz                      | Espanha                              |             |       |
| 2 de fevereiro  | Paul Mescal            | ator                       | Irlanda                              |             |       |
| 5 de fevereiro  | Larissa Murai          | atriz e cantora            | Brasil                               |             |       |
| 9 de fevereiro  | Jimmy Bennett          | ator                       | Estados Unidos                       |             |       |
| 17 de fevereiro | Isabella Scherer       | atriz                      | Brasil                               |             |       |
| 8 de março      | Way-Ar Sangngern       | ator e modelo              | Tailândia                            |             |       |
| 9 de março      | Manoela Aliperti       | atriz                      | Brasil                               |             |       |
| 21 de março     | Han Jihyun             | atriz                      | Coreia do Sul                        |             |       |
| 26 de março     | Kathryn Bernardo       | atriz                      | Filipinas                            |             |       |
| 28 de março     | Poliana Aleixo         | atriz                      | Brasil                               |             |       |
| 4 de abril      | Hanna Romanazzi        | atriz                      | Brasil                               |             |       |
| 14 de abril     | Abigail Breslin        | atriz                      | Estados Unidos                       |             |       |
| 16 de abril     | Anya Taylor-Joy        | atriz                      | Reino Unido · Estados Unidos (nasc.) |             |       |
| 25 de abril     | Allisyn Ashley Arm     | atriz                      | Estados Unidos                       |             |       |
| 25 de abril     | Miguel Herrán          | ator                       | Espanha                              |             |       |
| 9 de maio       | João Vítor Silva       | ator                       | Brasil                               |             |       |
| 9 de maio       | Noah Centineo          | ator                       | Estados Unidos                       |             |       |
| 1 de junho      | Tom Holland            | ator                       | Reino Unido                          |             |       |
| 18 de junho     | Ayaka Miyoshi          | atriz e cantora            | Japão                                |             |       |
| 18 de junho     | Bruno Montaleone       | ator                       | Brasil                               |             |       |
| 19 de junho     | Priscilla Alcântara    | apresentadora e cantora    | Brasil                               |             |       |
| 1 de julho      | Tipnaree Weerawatnodom | atriz e apresentadora      | Tailândia                            |             |       |
| 9 de julho      | Rafael Miguel          | ator                       | Brasil                               | m. 2019     | [ 2 ] |
| 2 de agosto     | Laís Pinho             | atriz                      | Brasil                               |             |       |
| 13 de agosto    | Álvaro Rico            | ator                       | Espanha                              |             |       |
| 1 de setembro   | Zendaya                | atriz, cantora e dançarina | Estados Unidos                       |             |       |
| 13 de setembro  | Lili Reinhart          | atriz                      | Estados Unidos                       |             |       |
| 17 de setembro  | Ella Purnell           | atriz                      | Reino Unido                          |             |       |
| 12 de outubro   | Vitória Strada         | atriz                      | Brasil                               |             |       |
| 15 de outubro   | Marina Moschen         | atriz                      | Brasil                               |             |       |
| 17 de outubro   | Pedro Novaes           | ator e baterista           | Brasil                               |             |       |
| 28 de outubro   | Débora Ozório          | atriz                      | Brasil                               |             |       |
| 16 de novembro  | Giovana Cordeiro       | atriz                      | Brasil                               |             |       |
| 16 de novembro  | Mackenyu Arata         | ator                       | Japão                                |             |       |
| 18 de novembro  | Dhonata Augusto        | ator                       | Brasil                               |             |       |
| 11 de dezembro  | Hailee Steinfeld       | atriz                      | Estados Unidos                       |             |       |
| 12 de dezembro  | Miguel Bernardeau      | ator                       | Espanha                              |             |       |
| 13 de dezembro  | Cadu Paschoal          | ator                       | Brasil                               |             |       |
| 29 de dezembro  | Dylan Minnette         | ator                       | Estados Unidos                       |             |       |
| Desconhecido    | Kay Sara               | atriz                      | Brasil                               |             |       |

## Mortes
| Data           | Nome                 | Profissão | Nacionalidade  | Observações | Ref    |
| -------------- | -------------------- | --------- | -------------- | ----------- | ------ |
| 9 de janeiro   | Luiz Carlos Arutin   | ator      | Brasil         | n. 1933     | [ 3 ]  |
| 18 de janeiro  | Alberto Ruschel      | ator      | Brasil         | n. 1918     | [ 4 ]  |
| 22 de janeiro  | Rubens Corrêa        | ator      | Brasil         | n. 1931     | [ 5 ]  |
| 2 de fevereiro | Gene Kelly           | ator      | Estados Unidos | n. 1912     | [ 6 ]  |
| 19 de abril    | Walter D'Ávila       | ator      | Brasil         | n. 1911     | [ 7 ]  |
| 26 de abril    | Thaís de Andrade     | atriz     | Brasil         | n. 1958     | [ 8 ]  |
| 20 de maio     | Edgard Franco        | ator      | Brasil         | n. 1937     |        |
| 25 de julho    | Edith Siqueira       | atriz     | Brasil         | n. 1956     | [ 9 ]  |
| 27 de julho    | Luiz Maçãs           | ator      | Brasil         | n. 1964     |        |
| 19 de agosto   | Jofre Soares         | ator      | Brasil         | n. 1918     | [ 10 ] |
| 19 de dezembro | Marcello Mastroianni | ator      | Itália         | n. 1924     | [ 11 ] |
| 27 de dezembro | Garcia Neto          | dublador  | Brasil         | n. 1931     |        |